# Brestnitsa
Brestnitsa ( Брестница no alfabeto cirílico) é uma aldeia do município de Tervel, na província de Dobrich, no nordeste da Bulgária.
Em 2007, possuía uma população de 19 habitantes e uma área de 19,702 km², localizando-se a 368 quilômetros de Sófia, capital da Bulgária. Encontra-se na faixa de 100 a 200 metros acima do nível do mar e possui uma densidade populacional de 1,04 habitantes por quilômetro quadrado.